# Jamno (gromada w powiecie łowickim)
Jamno – dawna gromada, czyli najmniejsza jednostka podziału terytorialnego Polskiej Rzeczypospolitej Ludowej w latach 1954–1972.
Gromady, z gromadzkimi radami narodowymi (GRN) jako organami władzy najniższego stopnia na wsi, funkcjonowały od reformy reorganizującej administrację wiejską przeprowadzonej jesienią 1954 do momentu ich zniesienia z dniem 1 stycznia 1973, tym samym wypierając organizację gminną w latach 1954–1972.
Gromadę Jamno siedzibą GRN w Jamnie utworzono – jako jedną z 8759 gromad na obszarze Polski – w powiecie łowickim w woj. łódzkim, na mocy uchwały nr 33/54 WRN w Łodzi z dnia 4 października 1954. W skład jednostki weszły obszary dotychczasowych gromad Jamno, Grudze, Grudze Nowe, Dąbkowice Górne i Gzinka ze zniesionej gminy Jamno oraz kolonia Góry-Rogóźno z dotychczasowej gromady Rogóźno ze zniesionej gminy Domaniewice w tymże powiecie. Dla gromady ustalono 15 członków gromadzkiej rady narodowej.
1 stycznia 1959 z gromady Jamno wyłączono przysiółek Grudze Nowe włączając go do gromady Krępa w tymże powiecie.
31 grudnia 1961 do gromady Jamno przyłączono wieś Urbańszczyzna, wieś Wygoda oraz wieś Zawady ze zniesionej gromady Zawady.
Gromada przetrwała do końca 1972 roku, czyli do kolejnej reformy gminnej.